# Biodiversitätskrise
|  | Dieser Artikel wurde aufgrund von formalen oder inhaltlichen Mängeln in der Qualitätssicherung Biologie zur Verbesserung eingetragen. Dies geschieht, um die Qualität der Biologie-Artikel auf ein akzeptables Niveau zu bringen. Bitte hilf mit, diesen Artikel zu verbessern! Artikel, die nicht signifikant verbessert werden, können gegebenenfalls gelöscht werden. Lies dazu auch die näheren Informationen in den Mindestanforderungen an Biologie-Artikel. Begründung: Herkunft der Lemmadefinition unklar. In beiden als Referenz angegebenen Webseiten (die spezielle IUCN-Seite mittlerweile down; Archivlink: ) taucht die Jahreszahl „1950“ nicht auf. Andere Quellen beziehen sich bei „biodiversitiy crisis“ auf andere zeitliche Fixpunkte, bspw. das 17. Jahrhundert . Im Hinblick auf seine Substanz hat der Artikel gegenüber dem Abschnitt Verlust von Biodiversität im Artikel Biodiversität faktisch keine eigenständige Existenzberechtigung. Eine Ersetzung des Artikeltextes durch eine Weiterleitung auf besagten Abschnitt im Artikel Biodiversität hätte faktisch keinerlei Informationsverlust zur Folge. Dass hier trotz ausreichender wissenschaftlicher Quellenlage (kaum ein Zweig in der biologischen Grundlagenforschung wird aktuell derart gefördert und hat mithin einen derart hohen Output wie die Biodiversitätsforschung) eine Seminararbeit zitiert wurde, darf ebenfalls als gravierender Qualitätsmangel aufgefasst werden... --Gretarsson (Diskussion) 16:15, 26. Mär. 2019 (CET) Kommentar zur Begründung: Der in diesem Artikel verlinkte Bericht des WWF nennt die 1970er-Jahre als Beginn des Zeitraums, in dem die weltweite Wildtierpopulation um durchschnittlich 68 Prozent zurückging. --LennBr (Diskussion) 01:12, 18. Mai 2021 (CET)-- |

Als Biodiversitätskrise wird der schnellere und zahlenmäßig größere Verlust von Tier- und Pflanzenarten; Landschaften und der biologischen und genetischen Vielfalt seit der zweiten Hälfte des 20. Jahrhunderts bezeichnet.

## Ursachen
Als wichtigste, anthropogen verursachte Faktoren für das Aussterben von Arten und den Verlust von Vielfalt sind weitgehend anerkannt:
- Zerstörung und Verschlechterung der natürlichen Lebensräume (durch Versiegelung, Landnutzungsänderung etc.)
- Klimawandel (u. a. durch Hitzewellen und Dürren)
- Eutrophierung und andere Formen der Umweltverschmutzung
- Übernutzung und nicht nachhaltige Nutzung (z. B. Überfischung)
- Bejagung und Sammeln bedrohter Arten (insbesondere Wilderei)
- Einbürgerung gebietsfremder Arten[2]

Wichtigster Faktor scheint jedoch der direkte Habitatverlust zu sein.

## Zusammenhang zwischen Habitatgröße und Artenanzahl
Die Anzahl der Arten steigt mit der Größe des zur Verfügung stehenden Lebensraumes bzw. sinkt bei Lebensraumverlust (→ Arten-Areal-Beziehung). Es leben auf einer zehnfach größeren Insel oder einem inselartigen ausgegrenzten Habitat doppelt so viele Arten. Entsprechend können nun auch Angaben darüber gemacht werden, wie viele Arten verschwinden, wenn die Größe ihres natürlichen Habitats verringert wird.
Geht man davon aus, dass jährlich zehn Millionen Hektar tropischer Wald zerstört werden, vermuten Wissenschaftler innerhalb der kommenden 25 Jahre einen Rückgang der Arten um 4 bis 8 Prozent.